# Tsundere

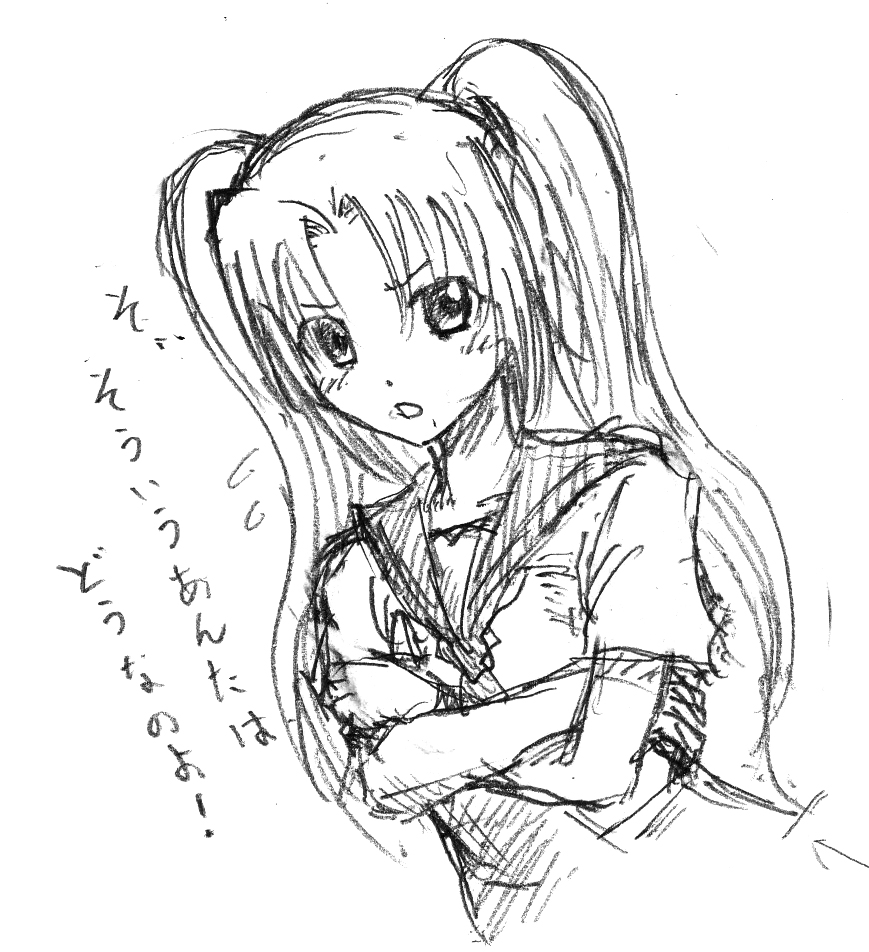
Un tipico esempio di personaggio tsundere.

Tsundere (ツンデレ?), anche scritto come zundere, è un termine giapponese che indica un personaggio, solitamente femminile, con una personalità inizialmente molto dura prima di mostrare gradualmente un lato più caldo e amichevole nel tempo.

## Significato
La parola deriva dai termini tsun tsun (ツン ツン? lett. "allontanarsi con disgusto o rabbia") e dere dere (デレ デレ? lett. "diventare affettuoso"). La parola fa parte del fenomeno otaku moe.
Il termine è in contrapposizione con la parola yandere, che invece indica un personaggio inizialmente dolce e premuroso ma che in seguito diventa ossessionato dalla persona amata.
Si tratta di un tipo di personaggio nato all'interno dei videogiochi, principalmente nei simulatori di appuntamenti, ed in seguito adottato in altri media come anime o manga.
Per personaggio tsundere si intende una persona che si dimostra violenta e antipatica nei confronti della persona per cui prova affetto (di solito amoroso) allo scopo di nascondere, almeno inizialmente, i suoi veri sentimenti. Solo dopo una confessione d'amore il personaggio tsundere riesce a tirare fuori il suo lato dolce e premuroso.
Una tipica ragazza tsundere è caratterizzata dalla faccia imbronciata e seria e da cambiamenti d'umore instabili che entrano in conflitto tra loro. Qualora la tsundere dovesse, ad esempio, ricevere un complimento dalla persona per cui prova affetto, il suo primo istinto sarebbe quello di rispondere con un insulto o di deridere la persona stessa a causa di un imbarazzo di fondo e del desiderio di nascondere quanto quel complimento sia effettivamente benvoluto. La tsundere è spesso rappresentata come una ragazza dalle guance arrossate capace di ricorrere alla violenza nel caso in cui si senta eccessivamente in imbarazzo.
Anche se può sembrare fredda e disinteressata, la tsundere può facilmente crollare dal punto di vista emotivo quando il suo amato esprime rabbia nei suoi confronti o, peggio, quando lo stesso è in pericolo di vita. In quest'ultimo caso il personaggio è capace di abbandonare qualsiasi cosa pur di aiutare la persona che ama (un esempio è l'anime Fate/stay night, in cui il personaggio di Rin Tohsaka, all'inizio fredda e crudele verso il protagonista Shirō, rischia la propria vita e rinuncia alla sua occasione di gloria pur di salvare Shirō).
Una tsundere vive generalmente delle fasi di transizione in cui è costretta ad affrontare un conflitto tra il suo lato Tsun e il suo lato Dere. Ciò viene reso manifesto dall'apparente contraddizione tra l'espressione imbronciata della ragazza, incapace di guardare negli occhi la persona amata (Tsun), e il rossore delle sue guance (Dere). Nonostante la tsundere si sforzi di apparire disinteressata, sono sempre presenti dei segni d'affetto espressi in modo indiretto o velato: offrire del cibo o fare un regalo all'amato sotto forma di gesto formale, svolgere una commissione per lui o semplicemente fargli un favore pur avendo rifiutato la richiesta di aiuto in sua presenza, spedire lettere o messaggi d'amore in segreto, manifestare affetto pur affermando di farlo per motivi che non riguardano l'amato in prima persona, e così via.
Quando una tsundere passa alla fase Dere Dere (di solito dopo aver scoperto di essere ricambiata) riesce invece a mostrare il suo lato amorevole senza paura, comportandosi in modo affettuoso, dolce e gentile.
Le tipiche frasi associate ai personaggi tsundere consistono in una negazione dei veri motivi per cui hanno svolto una certa azione o manifestato un certo grado d'affetto nei confronti dell'amato. Ad esempio: "Non pensare che io stia facendo questa cosa perché mi piaci o roba del genere", o "Ne ho fatto troppo, prendilo!".
Negli anime sono presenti due tipi di tsundere:
- Tsundere classica

La tsundere "classica" oscilla inizialmente tra i suoi lati Tsun e Dere e man mano che la storia prosegue riesce a mettere da parte il suo lato "Tsun Tsun", in genere dopo una confessione d'amore andata a buon fine. A quel punto la tsundere passa permanentemente al suo lato Dere Dere.
- Tsundere moderna

La tsundere moderna è una tsundere che oscilla costantemente tra il suo lato Dere e quello Tsun, anche dopo una confessione d'amore o dopo aver scoperto di essere ricambiata.

## Etimologia
Il termine "tsundere" nasce nello slang di Internet, pertanto non è stato mai "elaborato" ufficialmente, ed in molti casi il suo significato può variare notevolmente a seconda dei gusti e delle intenzioni dell'autore. La parola nasce dall'unione delle parole tsuntsun (ツンツン?) e deredere (デレデレ?). "Tsuntsun" può essere tradotto in italiano come "freddo", "imbronciato", "spigoloso", mentre "deredere" come "molto innamorato".
Benché si tratti di uno stereotipo che nella cultura giapponese esiste da decenni (sebbene non esistesse un termine per indicarlo), soltanto negli ultimi anni ha ricevuto una crescente attenzione soprattutto nel mercato del fumetto, dei videogiochi e dell'animazione, e di conseguenza nel relativo merchandising. Molti personaggi, identificabili come tsundere sono stati inseriti negli anime più popolari degli ultimi anni, come il personaggio di Asuka Sōryū Langley in Neon Genesis Evangelion, Rei Hino in Sailor Moon, Tisifone in Saint Seiya, Yui Kotegawa e Nana Deviluke in To Love-Ru, Madoka Ayukawa in Kimagure Orange Road, Pam Fujiwara in Tokyo Mew Mew - Amiche vincenti, Rin Tohsaka di Fate/stay night, Sakura Haruno di Naruto, Haruhi Suzumiya ne La malinconia di Haruhi Suzumiya, Louise de la Valliere di Zero no tsukaima, Taiga di Toradora!, Shana di Shakugan no Shana, Kagami Hiiragi di Lucky Star, Maki Nishikino di Love Live!, Nino Nakano di The Quintessential Quintuplets .
Altri esempi sono Minene Uryuu di Mirai nikki - Future Diary, Arthur Kirkland (Inghilterra) di Hetalia Axis Powers, Kurisu Makise di Steins;Gate, Sapphire Birch di Pokémon - La grande avventura, Arisa Takamizawa della serie Kokuhaku no oto, Kirisaki Chitoge di Nisekoi, Yozora di Haganai - I Have Few Friends, Haruka Arisaka di La figlia dell'otaku, Kirino Kousaka di Oreimo, oppure anche in videogiochi come Osana Najimi in Yandere Simulator e Natsuki in Doki Doki Literature Club.
I personaggi tsundere sono tuttavia molto variegati tra di loro. Oltre alla distinzione tra la classica e la moderna, esistono le tsundere comunemente note come A o ''tsuntsun'' e quelle note come B o ''deredere''. L'atteggiamento di default di quelle di tipo A è freddo e/o rabbioso, e solo dopo essersi innamorate o solo dopo qualche evento che le cambia mutano il loro atteggiamento. Le tipo B invece hanno un comportamento standard dolce e premuroso, ma all'occorrenza, se provocate o irritate, tirano fuori il loro lato infastidito o rabbioso. Degli esempi moderni abbastanza popolari sono Yukino Yukinoshita di OreGairu per il tipo A e Mai Sakurajima di Seishun buta yarō per il tipo B.